# Gölpazarı
Gölpazarı ist eine Stadt und ein Landkreis der türkischen Provinz Bilecik. Die Stadt liegt etwa 30 Kilometer nordwestlich der Provinzhauptstadt Bilecik. Die im Stadtsiegel abgebildete Jahreszahl 1926 dürfte auf das Jahr der Erhebung zur Gemeinde (Belediye/Belde) hinweisen.
Der Landkreis liegt im Norden der Provinz. Er grenzt im Osten an Yenipazar, im Süden an İnhisar und Söğüt, im Westen an den zentralen Landkreis und im Norden an Osmaneli und die Provinz Sakarya (Kreise Geyve und Taraklı). Der Ort liegt an der Straße D-160 von Bursa nach Taraklı. Im Westen bildet der Fluss Sakarya Nehri die Grenze zum zentralen Landkreis Bilecik (Merkez).
Der Landkreis besteht neben der Kreisstadt aus 48 Dörfern (Köy) mit einer Durchschnittsbevölkerung von 70 Einwohnern. 18 Dörfer haben mehr Einwohner als dieser Durchschnitt. Bedi ist mit 159 Einwohnern das größte Dorf. Der städtische Bevölkerungsanteil liegt bei 64,4 Prozent.

## Persönlichkeiten
- Veli Küçük (* 1944), ehemaliger Brigadegeneral